# Ченаде
Ченаде (рум. Cenade) — село у повіті Алба в Румунії. Адміністративний центр комуни Ченаде.
Село розташоване на відстані 243 км на північний захід від Бухареста, 33 км на схід від Алба-Юлії, 85 км на південь від Клуж-Напоки, 131 км на захід від Брашова.

## Населення
За даними перепису населення 2002 року у селі проживали 1005 осіб.
Національний склад населення села:
| Національність | Кількість осіб | Відсоток |
| -------------- | -------------- | -------- |
| румуни         | 879            | 87,5%    |
| німці          | 59             | 5,9%     |
| цигани         | 54             | 5,4%     |
| угорці         | 8              | 0,8%     |

Рідною мовою назвали:
| Мова      | Кількість осіб | Відсоток |
| --------- | -------------- | -------- |
| румунська | 931            | 92,6%    |
| німецька  | 59             | 5,9%     |
| циганська | 8              | 0,8%     |
| угорська  | 7              | 0,7%     |